# Bastoncini di Nepero

Moltiplicazione di con i bastoncini di Nepero. Sul bastoncino del 3 sono rappresentati i risultati dei suoi multipli, con decine e unità separate da una barra obliqua (ad esempio, è uguale a 18, indicato come 1/8.

I bastoncini (virgulae) di Nepero (detti anche virgulae numeratrices) sono uno strumento di calcolo la cui invenzione è attribuita a John Napier, che dal 1617 ne diffuse l'utilizzo. Il principio su cui si basano era già ampiamente diffuso nei paesi mediterranei con il nome di moltiplicazione araba o a gelosia.
Nella loro versione più semplice, i bastoncini sono asticelle, spesso costruite con avorio (da cui il loro nome più diffuso nei paesi di lingua anglosassone: Napier's bones, ossi di Nepero), su ciascuna delle quali sono incisi i primi multipli di un numero, con le decine e le unità divise da una barra obliqua. Accostando i bastoncini corrispondenti a diverse cifre fino a comporre un certo numero (per esempio accostando i bastoncini per il 2, il 4 e il 6 a comporre "246"), e sommando le cifre che risultano adiacenti (non separate dalla barra) nelle diverse righe, si ottiene facilmente la tabellina dei multipli del numero in questione. Quindi possono essere considerati come una generalizzazione della tavola pitagorica.

## Esempio
Il seguente esempio mostra la giustapposizione di tre bastoncini e (sulla destra) il risultato delle somme:
0/2 0/4 0/6  →  0-2-4-6
0/4 0/8 1/2  →  0-4-9-2
0/6 1/2 1/8  →  0-7-3-8
0/8 1/6 2/4  →  0-9-8-4
1/0 2/0 3/0  →  1-2-3-0
1/2 2/4 3/6  →  1-4-7-6

## Varianti

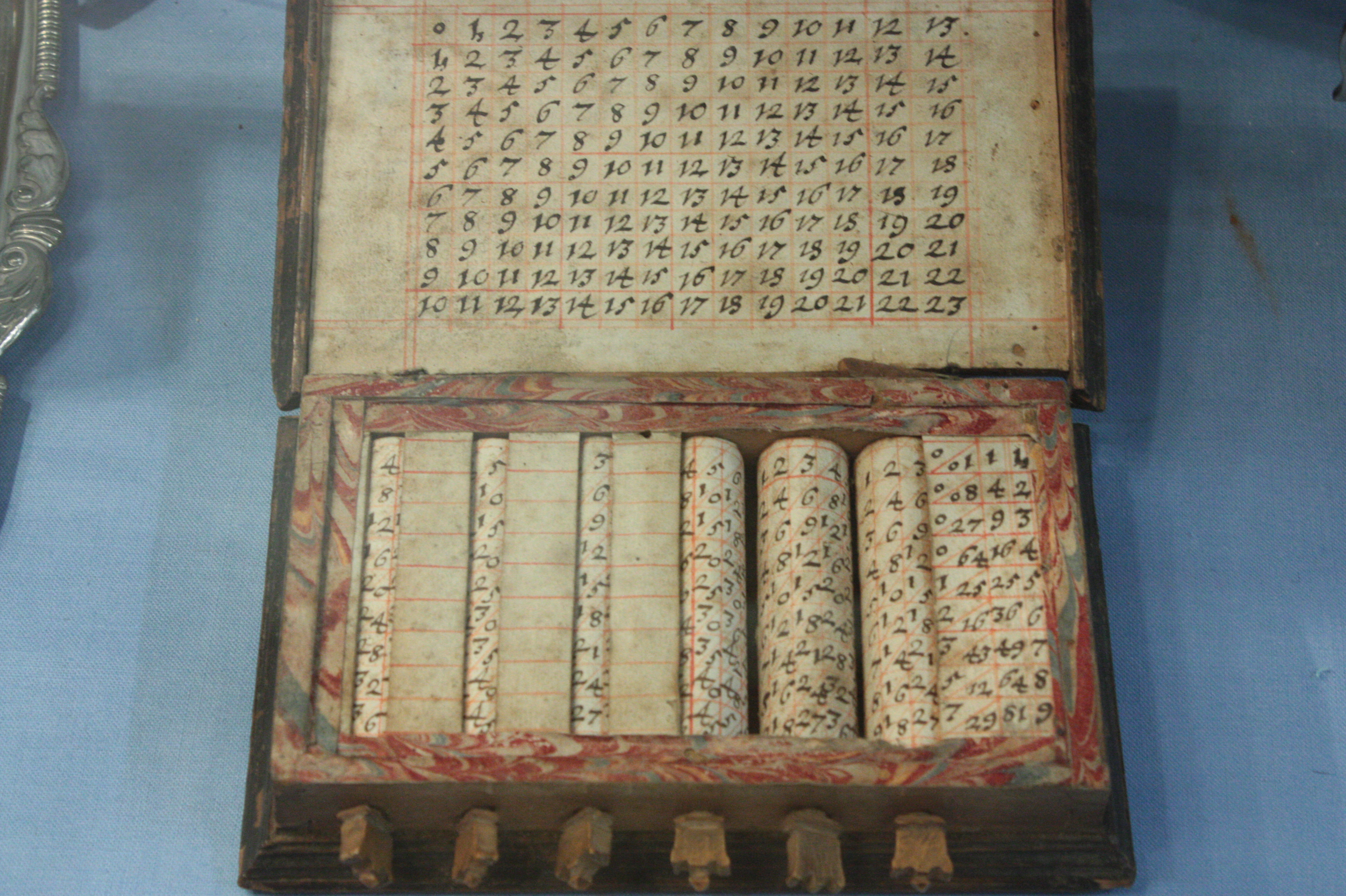
Una confezione settecentesca dei bastoncini di Nepero

Nepero progettò numerose varianti di questo meccanismo, tra l'altro con regole per dividere ed estrarre radici quadre e cubiche. Questi strumenti furono descritti dallo stesso Nepero in Rhabdologiae seu Numerationis per virgulas libri duo (1617). Le applicazioni che egli aveva in mente erano legate alla costruzione delle tavole dei logaritmi e al calcolo astronomico.
I bastoncini di Nepero vennero, con piccole varianti, aggiunti a molte addizionatrici meccaniche al fine di trasformarle in macchine "moltiplicatrici". Gli esempi vanno dalla macchina di Wilhelm Schickard (1623) all'Omega di J. Bamberger (1905).
Un interessante strumento che può essere considerato un perfezionamento dei bastoncini di Nepero sono i regoli di Genaille-Lucas. Questi, grazie ad una originale idea grafica, riescono ad evitare le somme iniziali su ogni singola riga.